# Thailand Open 1991
Die Thailand Open 1991 im Badminton fanden vom 30. Oktober bis zum 3. November 1991 in Bangkok statt. Die Finalspiele wurden am 3. November ausgetragen. Das Preisgeld betrug 60.000 US-Dollar, was dem Turnier zu einem Drei-Sterne-Status im Grand Prix verhalf.

## Austragungsort
- Nationalstadion Bangkok

## Sieger und Platzierte
| Disziplin    | Gold                         | Silber                                   | Bronze                     |
| ------------ | ---------------------------- | ---------------------------------------- | -------------------------- |
| Herreneinzel | Alan Budikusuma              | Sompol Kukasemkij                        | Zhao Jianhua               |
| Herreneinzel | Alan Budikusuma              | Sompol Kukasemkij                        | Rashid Sidek               |
| Dameneinzel  | Susi Susanti                 | Lee Heung-soon                           | Wu Wenjing                 |
| Dameneinzel  | Susi Susanti                 | Lee Heung-soon                           | Jaroensiri Somhasurthai    |
| Herrendoppel | Rudy Gunawan Eddy Hartono    | Cheah Soon Kit Soo Beng Kiang            | Jalani Sidek Razif Sidek   |
| Herrendoppel | Rudy Gunawan Eddy Hartono    | Cheah Soon Kit Soo Beng Kiang            | Ricky Subagja Rexy Mainaky |
| Damendoppel  | Gil Young-ah Hwang Hye-young | Eline Coene Erica van den Heuvel         | Chen Ying Sheng Wenqing    |
| Damendoppel  | Gil Young-ah Hwang Hye-young | Eline Coene Erica van den Heuvel         | Guan Weizhen Nong Qunhua   |
| Mixed        | Lee Sang-bok Chung So-young  | Siripong Siripool Ladawan Mulasartsatorn | Ong Ewe Chye Tan Sui Hoon  |
| Mixed        | Lee Sang-bok Chung So-young  | Siripong Siripool Ladawan Mulasartsatorn | Jiang Xin Sheng Wenqing    |

## Finalergebnisse
| Disziplin    | Sieger                       | Finalist                                 | Ergebnis           |
| ------------ | ---------------------------- | ---------------------------------------- | ------------------ |
| Herreneinzel | Alan Budikusuma              | Sompol Kukasemkij                        | 14-17, 15-1, 15-10 |
| Dameneinzel  | Susi Susanti                 | Lee Heung-soon                           | 11-7, 11-4         |
| Herrendoppel | Eddy Hartono Rudy Gunawan    | Cheah Soon Kit Soo Beng Kiang            | 15-3, 15-11        |
| Damendoppel  | Hwang Hye-young Gil Young-ah | Eline Coene Erica van den Heuvel         | 15-10, 15-6        |
| Mixed        | Lee Sang-bok Chung So-young  | Siripong Siripool Ladawan Mulasartsatorn | 17-18, 15-4, 15-13 |